# NGC 1023
NGC 1023 est une galaxie lenticulaire rapprochée et située dans la constellation de Persée. NGC 1023 a été découverte par l'astronome germano-britannique William Herschel en 1786.

## Caractéristiques
NGC 1023 présente une large raie HI.
En compagnie de PGC 10139, NGC 1023 figure dans l'atlas de Halton Arp sous la cote Arp 135.

### Distance
Sa vitesse par rapport au fond diffus cosmologique est de 432 ± 15 km/s, ce qui correspond à une distance de Hubble de 6,37 ± 0,50 Mpc (∼20,8 millions d'al).
À ce jour, 26 mesures non basées sur le décalage vers le rouge (redshift) donnent une distance de 10,841 ± 2,835 Mpc (∼35,4 millions d'al), ce qui est à l'extérieur des valeurs de la distance de Hubble. Étant donné la proximité de cette galaxie avec le Groupe local, cette valeur est peut-être plus près de la distance réelle de NGC 1003.

## Morphologie
NGC 1023 a été utilisée par Gérard de Vaucouleurs comme une galaxie de type morphologique SB0− dans son atlas des galaxies,.

## Matière noire
La vitesse des amas globulaires dans le halo de NGC 1023 indique une fraction de son contenu en matière noire de (48 ± 13) % de sa masse à l'intérieur de cinq rayons effectifs.  

## Trou noir supermassif
Selon une étude réalisée auprès de 76 galaxies par Alister Graham, le bulbe central de NGC 1023 renfermerait un trou noir supermassif dont la masse est estimée  à 4,4+0,5
 −0,5 × 107 {\displaystyle M_{\odot }}.

## Groupe de NGC 1023
NGC 1023 fait partie du groupe de NGC 1023 situé dans le superamas de la Vierge qui est aussi appelé Superamas local. Ce groupe comprend entre autres les galaxies NGC 891, NGC 925, NGC 949, NGC 959, NGC 1003, NGC 1058 et IC 239.